# Regina Pats

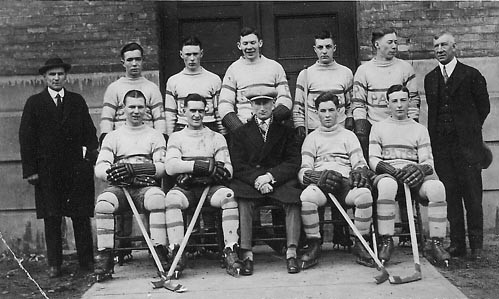
Drużyna Regina Pats w 1924.

Regina Pats – juniorska drużyna hokejowa grająca w WHL w dywizji wschodniej, konferencji wschodniej. Drużyna ma swoją siedzibę w mieście Regina w Kanadzie. Założona w 1917 roku jako Regina Patricias na cześć księżniczki Patrycji Connaught, wnuczki Królowej Wiktorii, po czym w 1923 skrócono nazwę drużyny do obecnej formy. Jest najstarszym zespołem juniorskim występującym na świecie, który nie zmienił nigdy swojej siedziby. Współzałożyciel poprzednika ligi WHL - Canadian Major Junior Hockey League (CMJHL).

## Ostatnie sezony
| Sezon   | M  | W  | P  | R  | PDK | G+  | G-  | Punkty | Pozycja          | Playoff                 |
| ------- | -- | -- | -- | -- | --- | --- | --- | ------ | ---------------- | ----------------------- |
| 2002/03 | 72 | 25 | 28 | 14 | 5   | 171 | 217 | 69     | 4. miejsce, East | Ćwierćfinał konferencji |
| 2003/04 | 72 | 28 | 32 | 9  | 3   | 230 | 224 | 68     | 3. miejsce, East | Półfinał konferencji    |
| 2004/05 | 72 | 12 | 50 | 4  | 6   | 154 | 285 | 34     | 5. miejsce, East | Nie zakwalifikowali się |
| 2005/06 | 72 | 40 | 27 | –  | 5   | 236 | 234 | 85     | 3. miejsce, East | Ćwierćfinał konferencji |
| 2006/07 | 72 | 36 | 28 | –  | 8   | 234 | 220 | 80     | 2. miejsce, East | Półfinał konferencji    |
| 2007/08 | 72 | 44 | 22 | –  | 6   | 217 | 206 | 94     | 1. miejsce, East | Ćwierćfinał konferencji |
| 2008/09 | 72 | 27 | 39 | –  | 6   | 228 | 265 | 60     | 5. miejsce, East | Nie zakwalifikowali się |
| 2009/10 | 72 | 30 | 35 | –  | 7   | 246 | 278 | 67     | 6. miejsce, East | Nie zakwalifikowali się |
| 2010/11 | 72 | 23 | 39 | –  | 10  | 216 | 312 | 56     | 5. miejsce, East | Nie zakwalifikowali się |
| 2011/12 | 72 | 37 | 27 | –  | 8   | 230 | 214 | 82     | 4. miejsce, East | Ćwierćfinał konferencji |
| 2012/13 | 72 | 25 | 38 | –  | 9   | 193 | 269 | 59     | 5. miejsce, East | Nie zakwalifikowali się |

## Sukcesy
- Memorial Cup: 1925, 1928, 1930, 1974
- Scotty Munro Memorial Trophy: 1974, 2017
- Ed Chynoweth Cup: 1974, 1980

## Zawodnicy
W zespole mecze rozgrywali 24 zawodników wybranych później w pierwszej rundzie draftu NHL, wśród nich m.in. Greg Joly, Doug Wickenheiser (najskuteczniejszy zawodnik w historii klubu, Brad Stuart, czy Jordan Eberle. Wiele zawodników później grało w NHL.